# In Flames
Az In Flames egy svéd zenekar, mely 1990-ben alakult Göteborgban. Az 1990-es évek közepén feltűnő melodikus death metal vonal egyik alapítója és máig legsikeresebb képviselője. Eddigi pályafutásuk alatt tíz nagylemezt adtak ki, melyek közül az utóbbiakon már modern elemekkel átszőtt, alternatív hangvétel is helyett kapott a death metal mellett. Az In Flames nemcsak a dallamos death metalra volt felbecsülhetetlen hatással, hanem a metalcore képviselőire is. A zenekar az 1990-es évek végétől az egyik legnépszerűbb metalzenekarnak számít. Világszerte több mint 5 millió albumot adtak el.

## Történet
A zenekart Jesper Strömblad alapította 1990-ben. Korábban megfordult a Poltergeist és a Ceremonial Oath zenekarokban is. Csatlakozott hozzá Johan Larsson basszusgitáros és Glenn Ljungström gitáros. A trió rögzített egy háromszámos demót, mely a Wrong Again Records égisze alatt jelent meg. Ezután a Regainnel kötöttek lemezszerződést, és kiadták debütáló nagylemezüket, a Lunar Straint. Itt már Jesper helyén Carl Naslund gitározott. (Jesper dobokra váltott.) Az énekes pedig Mikael Stanne (később Dark Tranquillity) lett. A lemezt a Fredman stúdióban rögzítették, és az akkoriban kialakuló skandináv dallamos death metal színtér egyik alaplemeze lett. Ezt követően újabb tagcserék következtek. Az új énekes Henke Forss, az új dobos pedig Daniel Erlandsson lett, miután Jesper újra a gitár mellett döntött. Ez a felállás készítette el a Fredman stúdióban rögzített és 1994 decemberében kiadott Subterranean EP-t. Ezen helyet kapott egy Metallica és egy Iron Maiden feldolgozás is.

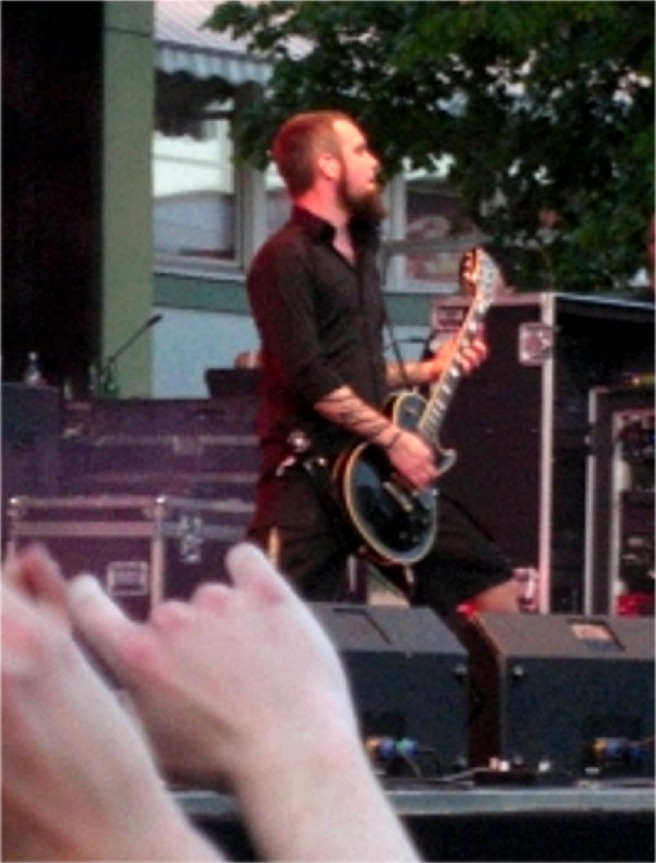
Björn Gelotte gitáros.

A tagcserék tovább sújtották a zenekart, de Anders Friden énekes és Björn Gelotte dobos csatlakozásával kialakult egy stabil felállás, és a zenekar hosszútávú szerződést kötött a Nuclear Blast kiadóval. Koncertek után megintcsak a Fredman stúdióban rögzítették a The Jester Race című második nagylemezt, melynek produceri munkálatait Fredrik Nordström látta el. A lemez szintúgy, mint elődje, ma már klasszikus és mind Európában, mind Japánban nagy sikert aratott. A lemez turnéja a Samael, a Grip Inc. és a Kreator társaságában zajlott.

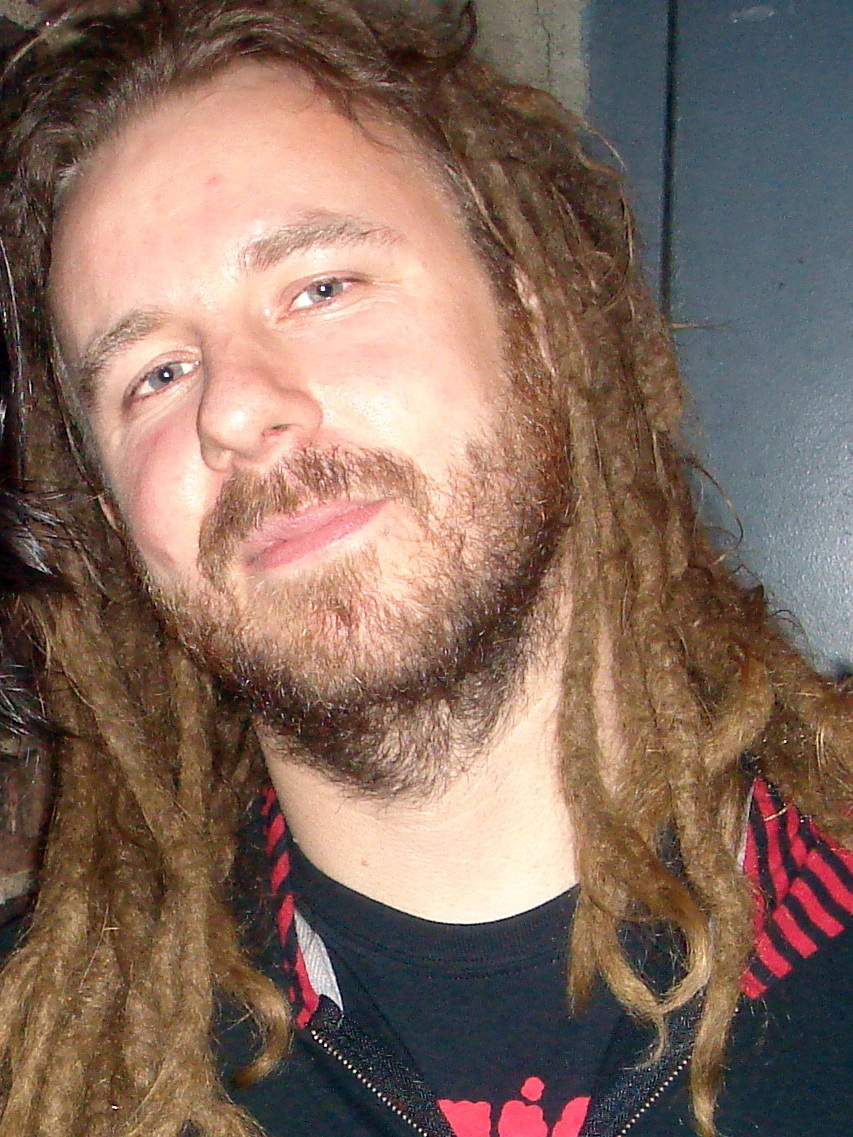
Andres Friden, a zenekar frontembere, énekese.

1997-ben jött a harmadik, Whoracle című nagylemez mely ugyanabban a stúdióban, ugyanazzal a producerrel készült, mint elődje. A lemezre egy Depeche Mode feldolgozás is felkerült. A turné a Dimmu Borgir társaságában zajlott le. Johann és Glenn a csapat elhagyása mellett döntött, helyükre Peter Iwers basszusgitáros és Niklas Engelin gitáros érkezett. Niklas azonban csak ideiglenesen lépett be a zenekarba, így egy rövidebb turné után kilépett, hogy a többi projektjére tudjon koncentrálni. Ekkor Björn Gelotte gitárra váltott, az új dobos pedig Daniel Svensson lett. Ez a felállás véglegesnek bizonyult, egészen a legutóbbi nagylemezükig.
1999-ben jelent meg a jól bevált stúdióban (Fredman) és producerrel (Fredrik) rögzített Colony lemez. Az album sikeresebb lett, mint elődei, az In Flames ezzel a lemezzel lett a dallamos death metal vezetője. A turné során nemcsak Európában és Japánban léptek fel, hanem első ízben Amerikában is. 2000-ben jött a folytatás a Clayman képében. A lemez még tovább növelte ázsiójukat, kaptak különböző díjakat és kitüntetéseket is. Turnépartnereik a Slipknot, a Dream Theater és a Testament voltak. A japán koncert hanganyagából készült a 2001-ben kiadott The Tokyo Showdown koncertlemez. 2002-ben újabb mérföldkőként jött a Reroute to Remain, mely egy modernebb irányt képviselt. Ez a vonal aztán a későbbi lemezeken is megmaradt. A producer nemcsak Fredrik Nordström volt, hanem Daniel Bergstrand is. A 2002/2003-as turné a Slayer, a Soulfly és a Mudvayne társaságában zajlott.

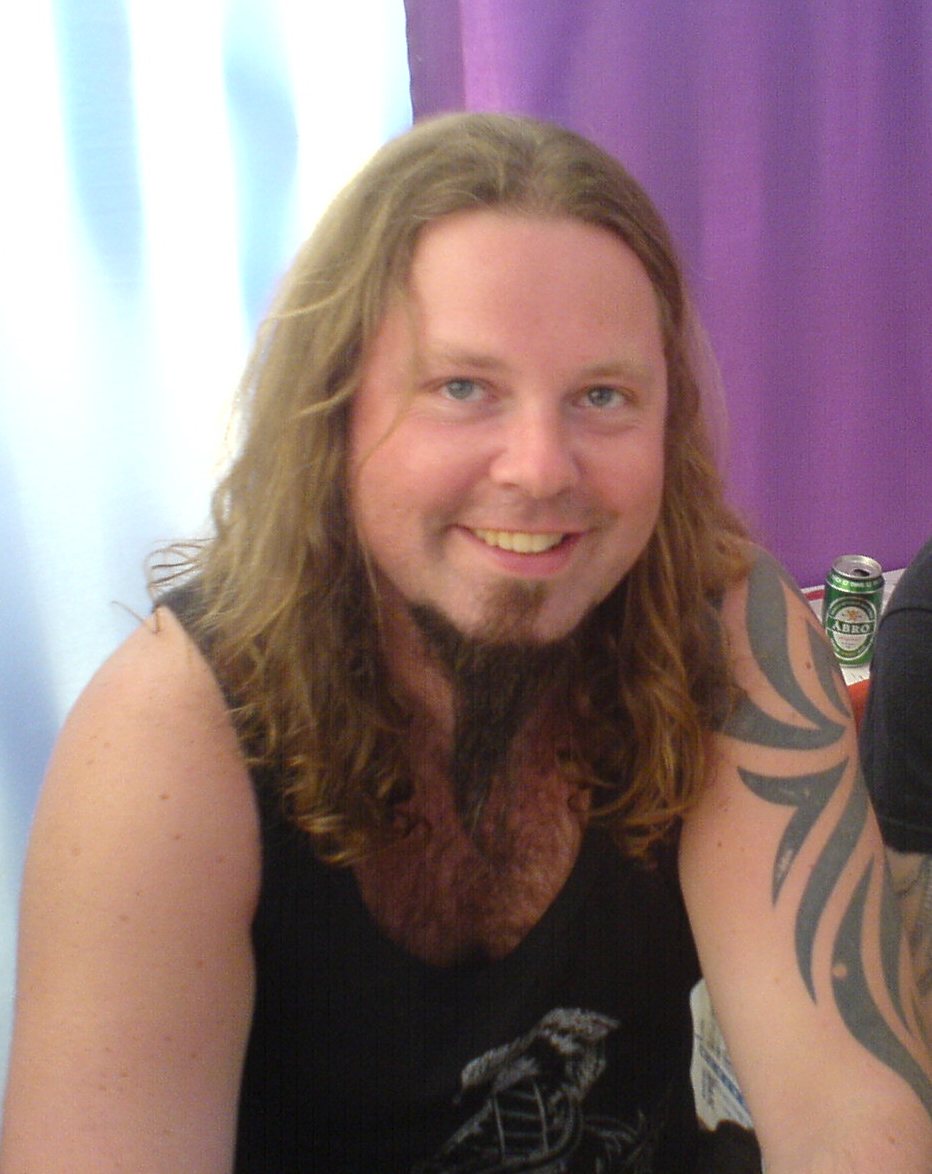
Peter Iwers, a zenekar basszusgitárosa.

A hetedik nagylemezük Soundtrack to Your Escape címen jött ki 2003-ban. A lemezt a korábbiakkal ellentétben Dániában rögzítették Daniel Bergstrand producerrel. Az album jól fogyott, Svédországban harmadik lett, de már az Egyesült Államokban is egyre népszerűbb lett a zenekar (itt több mint 100 ezer fogyott az anyagból). A turné alkalmával először jutottak el Ausztráliába. Emellett játszottak a körút folyamán a Judas Priest, a Mötley Crüe és a Motörhead előtt is. 2005-ben pedig felléptek az amerikai Ozzfest fesztiválon is. A turnéról megjelent egy CD/DVD csomag is, a Used and Abused: In Live We Trust.
2006-ban következett az újabb nagylemez, a Come Clarity. Észak-Amerikában a Ferret Records adta ki a lemezt, a világ többi pontján továbbra is a Nuclear Blast. Az album az addigi legsikeresebb lemezük lett. Svédországban első helyen, míg a Billboard listáján az 58. helyen szerepelt. Világszerte közel 500 ezer példány kelt el belőle. Az albumért 2007-ben svéd Grammy-díjat kaptak (összesen négyet gyűjtöttek be). A Take This Life című dal pedig szerepel a rendkívül népszerű Guitar Hero III videójátékban is. A Come Clarity turnéja Amerikában a Lacuna Coil-al, majd a Sepulturával zajlott. Magyarországon is felléptek a Petőfi Csarnokban, ahol a Sepultura volt a nyitóbanda. Részt vettek a The Unholy Alliance és a Sounds of the Underground elnevezésű turnékon és a brit Download fesztiválon is. 2007-ben Dubaiban játszottak a nagyszabású Desert Rock fesztiválon. 2007 szeptemberében saját stúdiójukba (IF Studios) felvették következő albumukat, az A Sense of Purpose-t. Az albumot a zenekar saját maga rögzítette és producelte Daniel Bergstranddal és Roberto Laghival együtt. A keverést Toby Wright és Stephen Marcussen végezte a Los Angeles-i Marcussen stúdióban. Toby korábban dolgozott a Slayerrel, a Metallicával és Ozzy Osbourne-nal is. Az album kiadását megelőzte egy háromszámos EP, a Mirror's Thruth. Az itt szereplő három dal a nagylemezen nincsen rajta. A lemez megjelenése előtt a zenekar még Észak-Amerikában turnézott a Gigantour 3 keretében. Itt olyan zenekarokkal léptek színpadra, mint a Megadeth, a Children of Bodom, a Job for a Cowboy vagy a High on Fire. A lemez 2008 áprilisában jelent meg. A nyarat a zenekar gyakorlatilag végigfesztiválozta. Felléptek a Metaltown Festival, a Metalcamp, a Graspop Metal Meeting, a Nova Rock Festival, a Rock am Ring és Rock im Park, a Gigantour és a Download Festival elnevezésű eseményeken. 2008 decemberétől vette kezdetét a saját turné.
2009 februárjában Jesper Strömblad ideiglenesen visszavonult alkoholproblémái miatt. Őt a régi társ Niklas Engelinnel helyettesítették.
Egészen 2011-ig kellett várni a zenekar új nagylemezére, amiben immár állandó tagként Niclas Engelin vette át Jesper helyét, habár a dalszerzésből egyelőre nem vette ki a részét. A tizedik nagylemezen, ami a Sounds Of A Playground Fading címet kapta, ismételten Roberto Laghi volt a producer. Az albumot megelőzte egy single, ami a Deliver Us címet viselte, s ebből a számból klipet is készítettek. Az album csakúgy, mint a vízválasztó Reroute To Remain óta mindegyik, ismét megosztotta a rajongókat. A megjelenést követően az In Flames ismét turnézni indult.

## Diszkográfia
- Lunar Strain (1994)
- The Jester Race (1995)
- Whoracle (1997)
- Colony (1999)
- Clayman (2000)
- Reroute to Remain (2002)
- Soundtrack to Your Escape (2004)
- Come Clarity (2006)
- A Sense of Purpose (2008)
- Sounds of a Playground Fading (2011)
- Siren Charms (2014)
- Battles (2016)
- I, the Mask (2019)
- Foregone (2023)

## Tagjai

### Jelenlegi tagok
| Név            | Hangszer | Időszak         | Különleges információk                                              |
| -------------- | -------- | --------------- | ------------------------------------------------------------------- |
| Anders Fridén  | ének     | 1995–napjainkig |                                                                     |
| Björn Gelotte  | gitár    | 1995–napjainkig | A zenekarban dobos is volt 1995–1998 között.                        |
| Niclas Engelin | gitár    | 2010-napjainkig | A zenekar tagja volt már korábban és többször élőben is kisegített. |
| Joe Rickard    | dob      | 2016-napjainkig |                                                                     |
|                |          |                 |                                                                     |

### Korábbi tagok
| Név              | Hangszer     | Időszak   |  |
| Glenn Ljungström | gitár        | 1990–1997 |  |
| Johan Larsson    | basszusgitár | 1990–1997 |  |
| Jesper Strömblad | gitár        | 1990–2010 |  |
| Niklas Engelin   | gitár        | 1997–1998 |  |
| Peter Iwers      | basszusgitár | 1997–2016 |  |
| Daniel Svensson  | dob          | 1998–2016 |  |